# 光明之年
光明元／光明紀年／光明之年（拉丁語：Anno Lucis，缩写为）是共濟會使用的紀年系統，其與創世紀元（Anno Mundi）相近但有所差異。

## 形容
「光明元」之英文Anno Lucis，直譯為「光明之年」 (Year of Light)。
在共濟會的儀式或紀念活動中，共濟會基於目前公元的年數加添4000年，成為以光明元紀年的格里曆（例如，公元2010年 (2010 AD) 即 光明元6010年 (6010 AL)）
此紀年指公元前4001年為「0年」，且借用了當時創世年的其他理念，成為在公元18世紀採納為配搭希伯來曆的簡化版紀年系統（原配創世紀元）。